# 四番町 (千代田區)
四番町（日语：／ Yonbanchō */?）是東京都千代田區的町名。人口2,056人。郵遞區號102-0081。

## 地理
位於東京都千代田區西部，北與五番町、九段南以二七通（二七通り）為界，東臨三番町，地接一番町，西與六番町以日本電視台通（日本テレビ通り）為界。
地區內以高級公寓與學校為主體，也有商業用地與辦公大樓。

## 歷史
1858年（安政5年）簽署日美修好通商條約的井上信濃守清直居住此地。
明治時代，因鄰近中央政府，多位華族、官吏在此建造宅邸，如政治家島田三郎、前首相若槻礼次郎等。
此外，當時町內有中江兆民主導的法蘭西學舍（後改名法學塾）。
此地與其他番町一樣是文人的聚集地。與謝野鐵幹、晶子夫婦在1911年（明治44年）至1915年（大正4年）在此生活。其他著名文人有北原白秋、石川啄木等。

### 地名由來
因護衛將軍的「四番組」住所而得名。

## 設施
- 千代田女學園中學校、高等學校（日语：千代田女学園中学校・高等学校）
- 上智大學市谷校區（比較文化學部）
- 東京視覺藝術學校（日语：専門学校東京ビジュアルアーツ）
- 盧森堡大使館
- 日本電視台四番町大廈
- 四番町歷史民俗資料館

## 交通
番町學園通（番町学園通り）東西貫穿本區中央。

## 備註
1. ↑  .   [2013-08-01]. （原始内容存档于2013-10-23）.
2. 1 2  .   [2013-08-13]. （原始内容存档于2013-11-10）.